# Ogród skalny

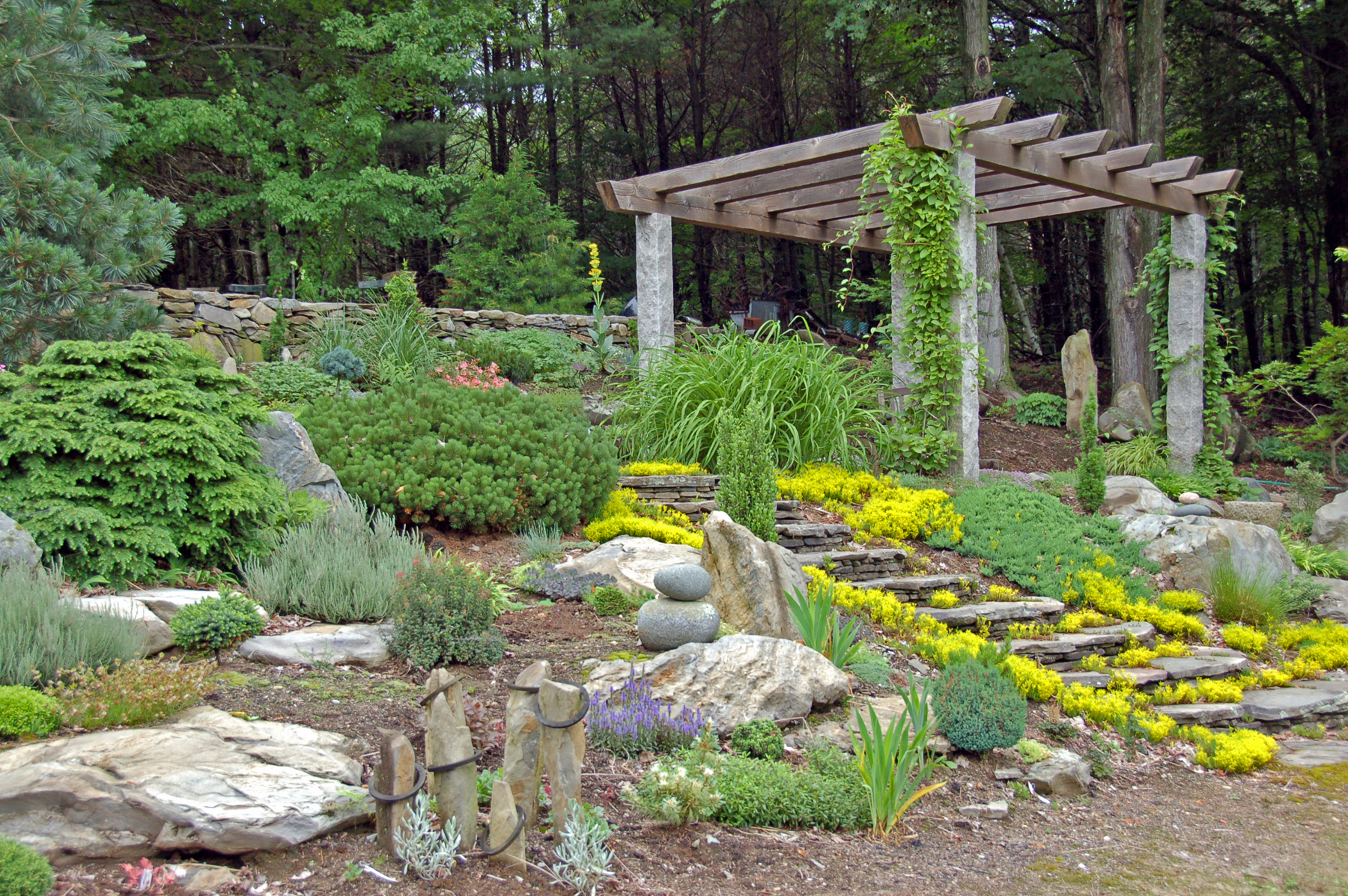
Ogród skalny z pergolą

Ogród skalny – ogród zbudowany ze skał, kamieni i ziemi, naśladujący w niewielkiej skali krajobraz górski, tworzony w celach dekoracyjnych z nasadzeniami roślin ozdobnych. W odróżnieniu od alpinariów ogrody skalne nie zawierają kolekcji roślin górskich lub arktycznych, a głównym kryterium doboru roślin są zwykle względy estetyczne.

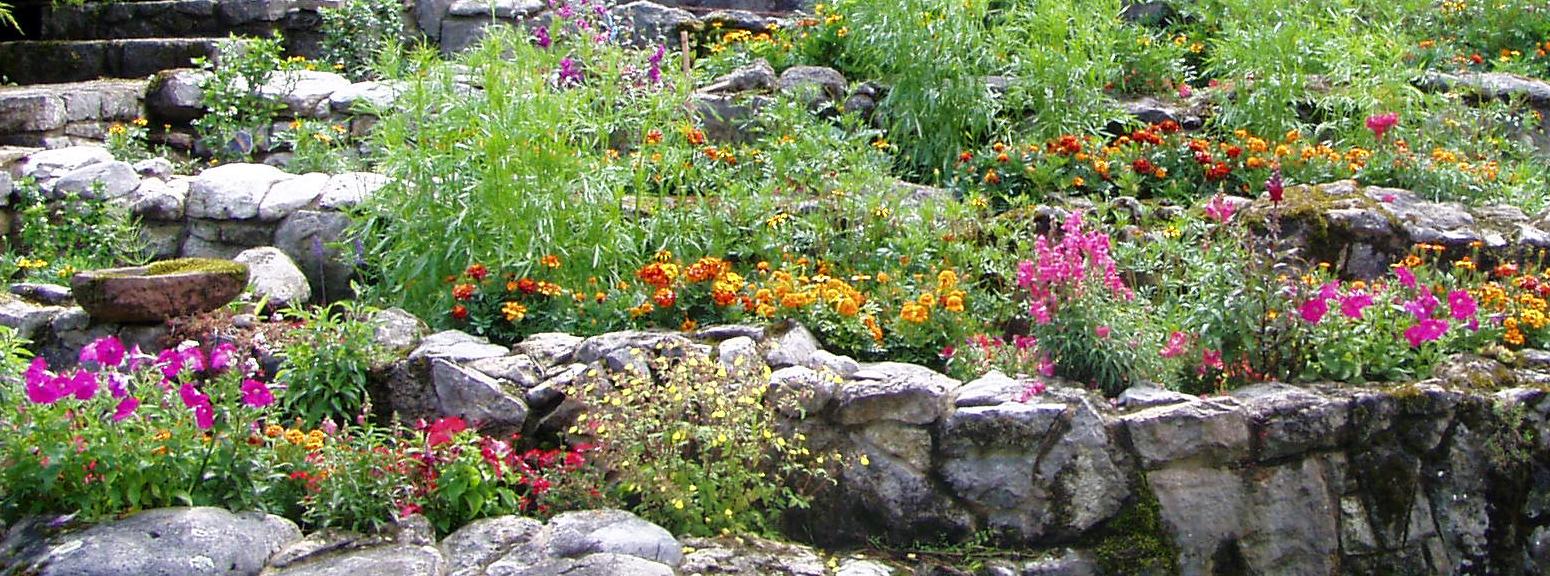
Ogród skalny